# ISS-Expeditie 64
ISS-Expeditie 64 is de vierenzestigste missie naar het Internationaal ruimtestation ISS. De missie begon in oktober 2020 met het vertrek van de Sojoez MS-16 van het ISS terug naar de Aarde en eindigde in april 2021, toen de Sojoez MS-17 terugkeerde naar de Aarde. In novevember 2020 bracht Commercial Crew vlucht SpaceX Crew-1 (SpaceX Crew 1) nog eens vier bemanningsleden.
Volgens de oorspronkelijke planning zouden de bemanningen van Sojoez MS-18 en Commercial Crew-vlucht SpaceX Crew-2 nog een staartje van de missie mee alvorens de volgende expeditie begint. Voor de vlucht Sojoez MS-18 lukte dit, echter de bemanning van SpaceX Crew-2 zal pas arriveren tijdens ISS-Expeditie 65.

## Bemanning
| Positie           | Eerste deel (oktober – november 2020)           | Tweede deel (november 2020 – april 2021)        | Derde deel (april 2021)                         |                                       |
| ----------------- | ----------------------------------------------- | ----------------------------------------------- | ----------------------------------------------- | ------------------------------------- |
| Commander         | Sergej Rizjikov, Roskosmos 2e ruimtevlucht      | Sergej Rizjikov, Roskosmos 2e ruimtevlucht      | Sergej Rizjikov, Roskosmos 2e ruimtevlucht      |                                       |
| Flight Engineer 1 | Kathleen Rubins, NASA 2e ruimtevlucht           | Kathleen Rubins, NASA 2e ruimtevlucht           | Kathleen Rubins, NASA 2e ruimtevlucht           |                                       |
| Flight Engineer 2 | Sergej Kud-Sverchkov, Roskosmos 1e ruimtevlucht | Sergej Kud-Sverchkov, Roskosmos 1e ruimtevlucht | Sergej Kud-Sverchkov, Roskosmos 1e ruimtevlucht |                                       |
| Flight Engineer 3 |                                                 | Michael Hopkins, NASA 2e ruimtevlucht           | Michael Hopkins, NASA 2e ruimtevlucht           | Michael Hopkins, NASA 2e ruimtevlucht |
| Flight Engineer 4 |                                                 | Victor Glover, NASA 1e ruimtevlucht             | Victor Glover, NASA 1e ruimtevlucht             | Victor Glover, NASA 1e ruimtevlucht   |
| Flight Engineer 5 |                                                 | Soichi Noguchi, JAXA 3e ruimtevlucht            | Soichi Noguchi, JAXA 3e ruimtevlucht            | Soichi Noguchi, JAXA 3e ruimtevlucht  |
| Flight Engineer 6 |                                                 | Shannon Walker, NASA 2e ruimtevlucht            | Shannon Walker, NASA 2e ruimtevlucht            | Shannon Walker, NASA 2e ruimtevlucht  |
| Flight Engineer 7 |                                                 |                                                 | Oleg Novitski, Roskosmos 3e ruimtevlucht        |                                       |
| Flight Engineer 8 |                                                 |                                                 | Pjotr Doebrov, Roskosmos 1e ruimtevlucht        |                                       |
| Flight Engineer 9 |                                                 |                                                 | Mark Vande Hei, NASA 2e ruimtevlucht            |                                       |